# Lysapsus
Lysapsus – rodzaj płazów bezogonowych z podrodziny Hylinae w obrębie rodziny rzekotkowatych (Hylidae).

## Zasięg występowania
Rodzaj obejmuje gatunki występujące w południowo-zachodniej Gujanie i sąsiadującej z nią północnej Brazylii na południe do południowej Brazylii, Urugwaju, Paragwaju, Boliwii i północnej Argentyny.

## Systematyka

### Etymologia
Lysapsus (Lisapsus): gr. λις lis „gładka”; αψ aps „wstecz”.

### Podział systematyczny
Takson wyodrębniony ponownie z rodzaju Pseudis na podstawie badań filogenetycznych i morfologicznych. Do rodzaju należą następujące gatunki:
- Lysapsus bolivianus Gallardo, 1961
- Lysapsus caraya Gallardo, 1964
- Lysapsus laevis (Parker, 1935)
- Lysapsus limellum Cope, 1862